# Ecliptopera tranosphena
Ecliptopera tranosphena är en fjärilsart som beskrevs av Louis Beethoven Prout 1938. Ecliptopera tranosphena ingår i släktet Ecliptopera och familjen mätare. Inga underarter finns listade i Catalogue of Life.